# پیلار میان آسترای
پیلار میان آسترای (اسپانیایی: Pilar Millán Astray‎؛ ۱۸۷۹ – ۲۲ مه ۱۹۴۹) نویسنده و نمایشنامه‌نویس اهل اسپانیا بود.

## زندگی‌نامه
او در خانواده‌ای مرفه در لاکرونیا به‌دنیا آمد. برادرش یک ارتشبد اسپانیایی و پایه‌گذار سپاه لژیون اسپانیا بود. وی پس از ازدواج سه پسر به نام‌های خاویر، کارمن و پیلار به‌دنیا آورد. بنا به گفتهٔ «فرناندو گارسیا سانس» مورخ اسپانیایی، او سه پسرش را طی جنگ جهانی اول تشویق کرد تا به نفع آلمانی‌ها در بارسلون جاسوسی کنند.
بنا بر پژوهش‌های اخیر، وی پیش از جنگ جهانی اول و موفقیت در پیشهٔ نویسندگی‌اش، جاسوس آلمان‌ها بوده‌است. او بعدها به‌سبب دیدگاه‌های فاشیستی به زندان محکوم شد و گفته می‌شود از همان رژیم زن‌ستیزی که در به‌قدرت رسیدنش کمک کرد، لطمه دید. مهمترین شخصی که او جاسوسی‌اش را نمود، آرتور هاردینگ سفیرِ وقتِ بریتانیا در اسپانیا بود و از قرار معلوم، نمایندهٔ آلمانی‌ها «آلبرتو هورنمان»، بابت هر مدرکی که به او تحویل می‌شد، ۱٬۰۰۰ پزوتا پرداخت می‌کرد.
همسر او در سال ۱۹۱۹ میلادی درگذشت و از آن هنگام استعداد ادبی او شکوفا شد. وی در سال ۱۹۱۹ بابت رمانِ «خواهر تِرِسا» برندهٔ «جایزه سیاه و سفید» شد.
نخستین نمایشنامهٔ او «غرش شیر» نام داشت که به تشویق خاسینتو بناونته نگاشته شد و در سال ۱۹۲۳ منتشر شد.
از فیلم‌هایی که وی در آن‌ها نقش داشته‌است، می‌توان به ابله تمام‌عیار (۱۹۳۹) و ابله تمام‌عیار (فیلم ۱۹۷۰) اشاره نمود.